# Toshi Arai
Toshihiro "Toshi" Arai (新井敏弘, Arai Toshihiro; Isesaki, 25 december 1966) is een Japans rallyrijder en teambeheerder.

## Carrière

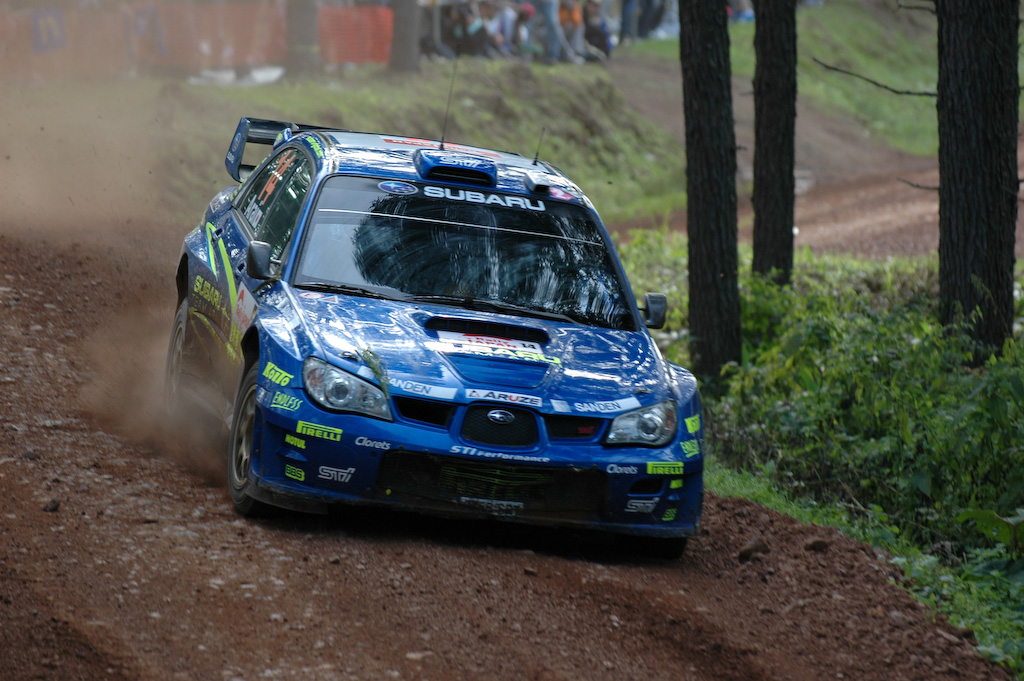
Arai actief voor Subaru in 2006

Toshi Arai debuteerde in 1987 in de rallysport. Sindsdien is hij vrijwel exclusief actief voor Subaru, onder andere in het Wereldkampioenschap Rally, waar hij in het seizoen 1997 zijn debuut in maakte. Arai was tussen 2001 en 2002 met een geselecteerd programma actief voor de fabrieksinschrijving van Subaru, en deed voor hen ook een gastoptreden tijdens de Rally van Japan in het seizoen 2006. Echter boekte Arai met Groep N-materiaal zijn grootste successen, en werd zowel in 2005 als 2007 wereldkampioen in de productieklasse, achter het stuur van een Subaru Impreza WRX STI. In 2000 won hij tevens de kortstondige FIA Teams' Cup.
Onder de naam Subaru Team Arai prepareert en beheert hij zijn eigen auto's.